# Peucetia arabica
Peucetia arabica là một loài nhện trong họ Oxyopidae.
Loài này thuộc chi Peucetia. Peucetia arabica được Eugène Simon miêu tả năm 1882.